# ゼンデン (ヴェストファーレン)
ゼンデン (ドイツ語: Senden、低地ドイツ語: Siänden) は、ドイツ連邦共和国ノルトライン＝ヴェストファーレン州ミュンスター行政管区のコースフェルト郡に属す町村（以下、本項では便宜上「町」と記述する）である。この町は、ミュンスターラントに含まれる。

## 地理
ゼンデンは、コースフェルト郡東部、ミュンスターの南西に位置しており、シュテーファー川が町内を流れている。また、ドルトムント＝エムス運河も町内を通っている。町内の最低地点は海抜 54 m、最高地点は 91 m で、町の中心地区は 59 m である。

### 隣接する市町村
自治体ゼンデンは、東から時計回りに以下の市町村と境を接している: 郡独立市ミュンスター、以下いずれもコースフェルト郡に属すアッシェベルク、ノルトキルヒェン、リューディングハウゼン、デュルメン、ノットゥルン、ハーヴィクスベック。

### 自治体の構成
自治体ゼンデンは、以下のゲマインデベツィルク（地区）からなる。
| 地区名                                | ゼンデンの地区図 |
| ベーゼンゼル (Bösensell)              | ゼンデンの地区図 |
| オトマールスボホルト (Ottmarsbocholt) | ゼンデンの地区図 |
| ゼンデン (Senden)                     | ゼンデンの地区図 |

旧自治体フェネ (Venne) は、ゼンデン地区に含まれる。

## 歴史

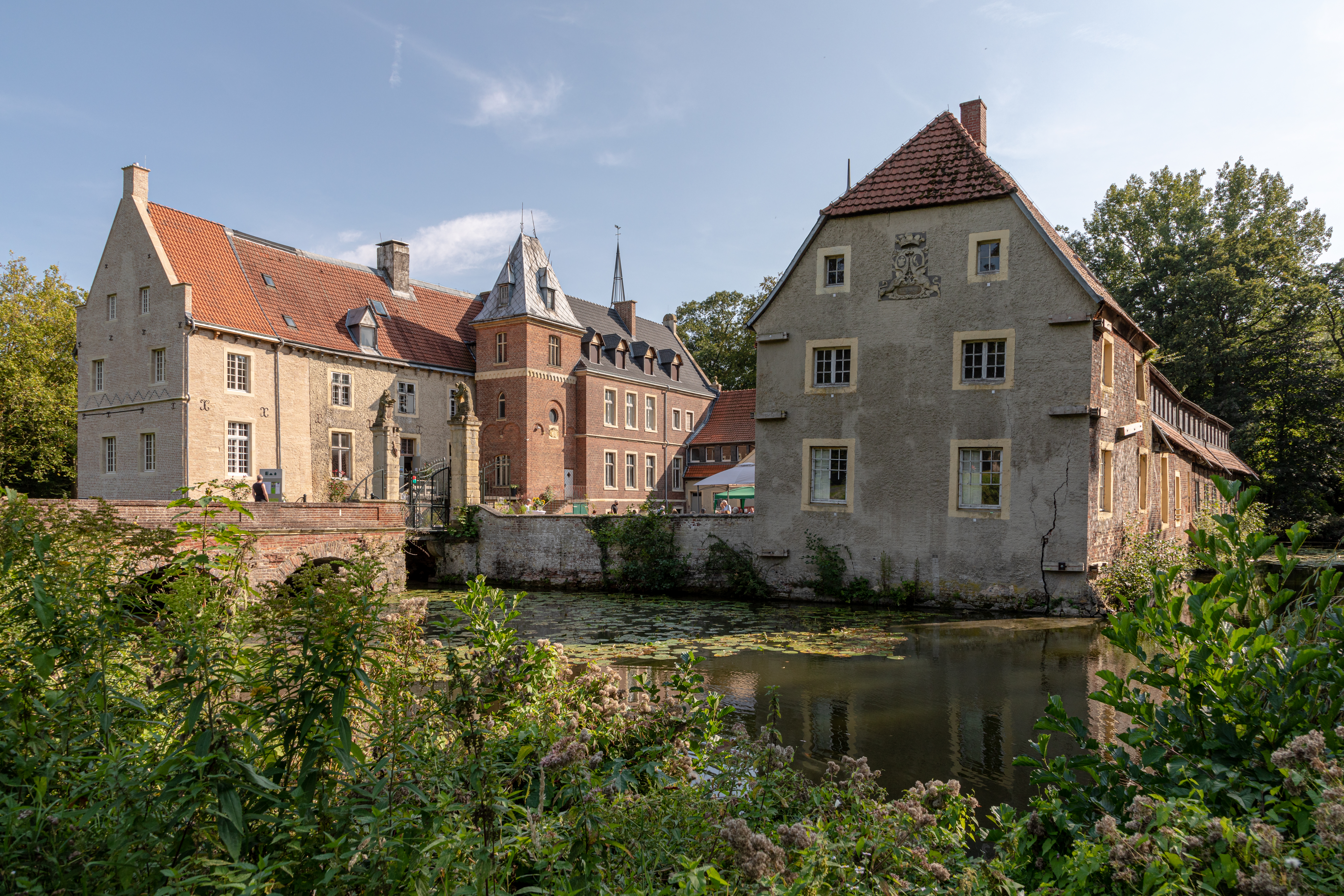
ゼンデン城

ゼンデンは、890年頃にルール川河畔のヴェルデン修道院の土地台帳に Sendiaon として初めて記録されている。同じ土地台帳に Basinseli（ベーゼンゼル）や Bredenbeki（ブレーデンベック）も記録されている。
考古学的出土品は、700年頃から継続的に定住が営まれていたことを示している。さらに旧石器時代や中石器時代の出土品も見つかっている。オトマールスボホルトは980年頃、フェネは1230年頃に最初の文献記録が遺されている。
ゼンデン城（ゼンデン館）は、1350年頃にゼンデン家の所有となり、1400年頃にドロステ・ツー・カーケスベック家に渡った。
自治体ゼンデンは、1844年から1934年にプロイセンのすべての市町村役場が廃止されるまでヴェストファーレン州のリューディングハウゼン郡を構成していた。
1952年、ベーメンから追放されたクララ会がゼンデンに修道院を創設した。
かつて独立した町村であったベーゼンゼル、オトマールスボホルト、ゼンデン、フェネは、自治体再編に伴い1975年1月1日に新たな自治体ゼンデンとして統合された。

## 行政

### 議会
ゼンデンの町議会は、36議席からなる。

### 首長
- 1975年 - 1999年: フランツ・ベッケンホルト、CDU
- 1999年 - 2015年: アルフレート・ホルツ、無所属
- 2015年 - : ゼバスティアン・テーガー、無所属

ゼンデンの幟旗

### 紋章と幟旗
図柄: 銀地。下縁から生えるように描かれた、様式化された緑のシナノキ。それに被せて斜めに配置された、ポイント（垂れ）が4つある赤いレイブル。
この紋章と幟旗（旗）は1966年10月3日に認可され、新しい自治体成立後1975年9月15日に再確定された。
シナノキは、ゼンデンがかつて裁判が行われていた場所であることを示している。また、同時にこの意匠は、1652年以降のゼンダーのフライグラーフ（自由伯）/ゴーグラーフ（裁判官）が用いた樹木が描かれた印章に由来する。レイブルは、ゼンデン家の紋章から採られた。赤と銀の配色は、1957年まで550年以上ゼンデン館に拠点を置いたドロステ・ツー・ゼンデン家の色である。
幟旗: 長辺に沿って、白-赤−白、幅1:3:1に分割。中央上部に町の紋章が描かれている。

### 姉妹自治体
- イェッセン (エルスター)（ドイツ語版、英語版）（ドイツ、ザクセン＝アンハルト州）1990年
- コロノヴォ（ポーランド語版、英語版）（ポーランド、クヤヴィ＝ポモージェ県）2010年

## 文化と見どころ

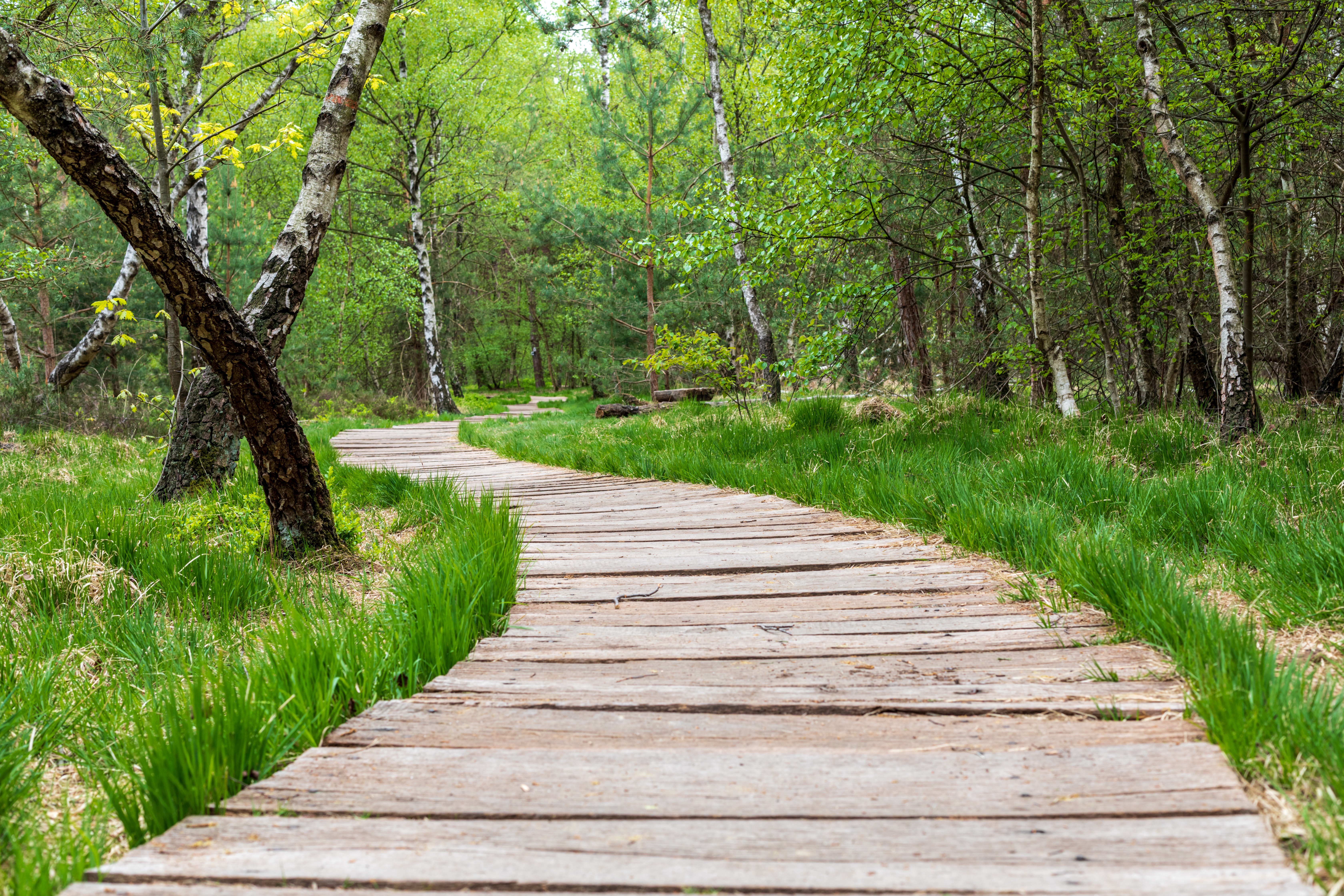
フェナー・ムーア内の木道

### 見どころ
ドルトムント＝エムス運河沿いに位置する北東部の地区フェネには、フェナー・ムーアがある。この湿地は、かつて排水されて乾燥したが、再自然化に成功した。春と秋には特に多様性を示す。
ゼンデン城（ゼンデン館）は、ミュンスターラントに多くある水城の1つである。15世紀に建設された建物は長い時間を掛けて修復がなされ、多目的施設として利用されている。

### クラブ・団体

#### ASVゼンデン
ASVゼンデンは1980年に設立され、会員数約1800人の、この町最大のスポーツクラブである。このクラブの女子バレーボールチームは2015年から2019年までブンデスリーガ3部に参加していた。

#### VfLゼンデン38
VfLゼンデンは、この町のゼンデン、オトマールスボホルト、ベーゼンゼル、フェネの4地区で最大のサッカークラブである。会員数750人を超えるこのクラブは、所属するミュンスター・フットボールクライスで最も会員数の多いクラブの1つである。成人部門には、男子第1チーム（ランデスリーガ 4）の他に、3つの男子チーム（ミュンスター・クライスリーガBおよびC）と2つの女子チーム（ベツィルクスリーガ/クライスリーガA）がある。

### 年中行事
- オトマールスボホルトのカーニバルのパレード。女性の謝肉祭前の日曜日。主催: KG オッティ＝ボッティ e.V.。
- ゼンデンの5月祭。5月の第1土曜/日曜。
- 聖ヨハニス兄弟団1602ゼンデン e.V. の射撃祭。6月。
- ゼンデンの光の夕べ。8月最終土曜日。ストリート・ライブと交互に開催される。
- ストリート・ライフ。8月最終土曜日。ゼンデンの光の夕べと交互に開催される。
- ゼンデンの秋
- ゼンデンのクリスマスマーケット。第2アドヴェント前の土曜日。

## 経済と社会資本

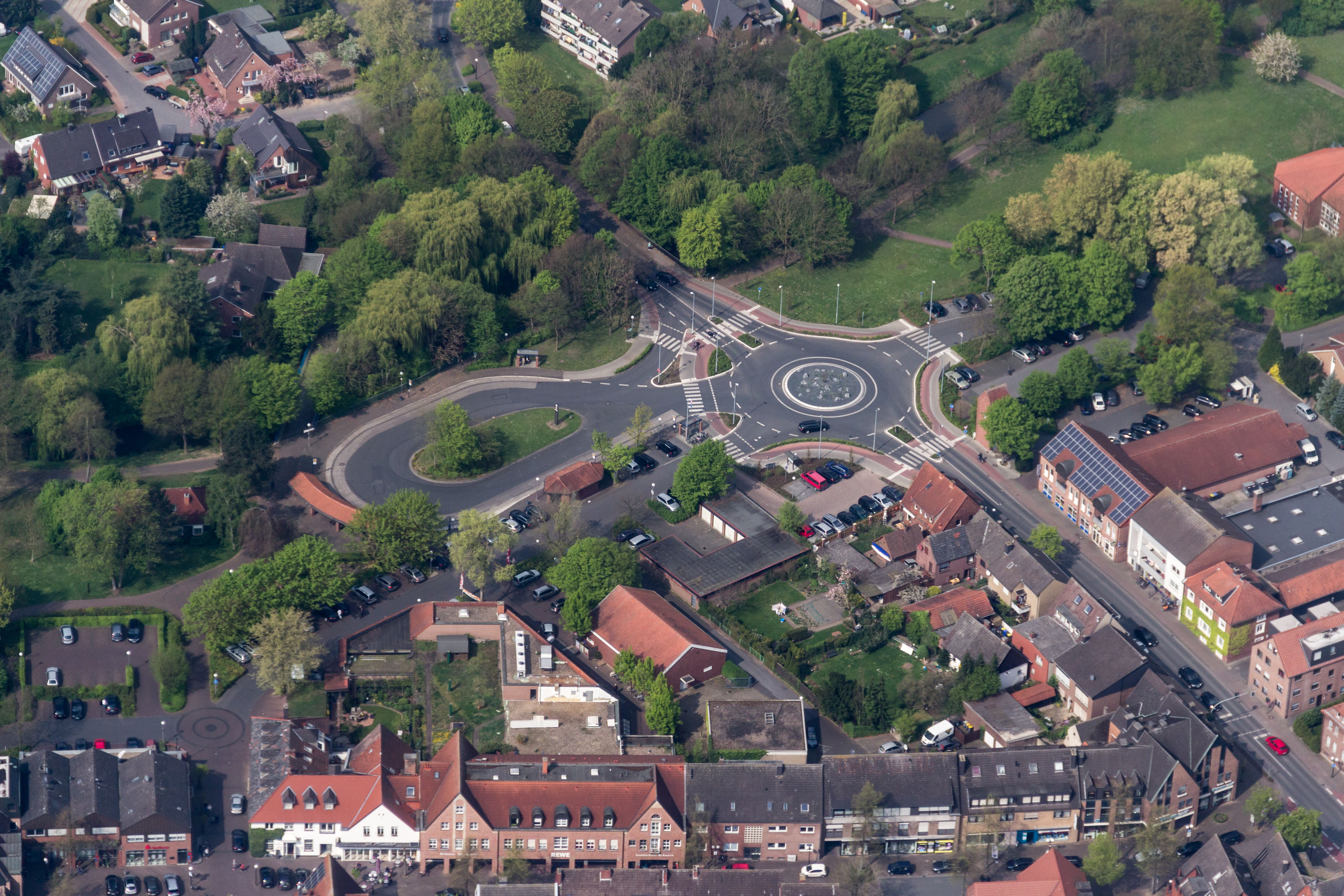
ゼンデン・バスステーション

### 交通
ゼンデン地区は高速バス (S90/92) とエクスプレスバス (X90) によって隣接するリューディングハウゼンや上級中心都市ミュンスターと結ばれている。これらのバス路線は、1990年にミュンスターラントの公共旅客近郊交通パイロットプロジェクトとして開始され、定期バス路線に定着した。路線の一部区間でアウトバーンを経由することにより、輸送旅客数と運行密度を大幅に増加させることに成功した。バス路線611号がゼンデン駅とゼンデン西部とを結んでいる。この路線は、ミュンスターラント地域交通 (RVM) によって運営されている。夜間と土曜日には、EVG オイレギオが運営する T612号線がオトマールスボホルトとベーゼンゼルとの間を運行している。この路線はタクシーバスとして運営されている。
2021年8月18日にゼンデンで、連邦、州、町および RVM によってオンデマンド＝シャトルとして2台の「ロンドン＝タクシー」によるプロジェクトがスタートした。このコミット・シャトルは当初、ゼンデン地区を運行し、70以上の「リアル」と「バーチャル」の停留所で利用できた。「リアル」停留所は従来の停留所を利用したもので、「バーチャル」停留所は道路に停留所のマーキングをしたものである。アプリケーション「Kommit Shuttle」にはすべての停留所が表示される。2022年8月からベーゼンゼル、フェネ、オトマールスボホルト地区がこのプロジェクトに組み込まれた。ミュンスター＝アーメルスビューレンの「アレクシアーナー」停留所からも利用可能であった。このプロジェクトは2024年8月17日に終了した。
ゼンデンからミュンスター/北ドイツ方面へは連邦アウトバーン43号線のゼンデン・インターチェンジを利用する。ルール地方/南ドイツ方面へは連邦アウトバーン43号線のノットゥルン・インターチェンジおよび連邦アウトバーン1号線のミュンスター＝ヒルトルプ・インターチェンジを利用する（ともに約 10 km の距離にある）。連邦道235号線はベーゼンゼル地区を起点に町内を北から南に貫いている。

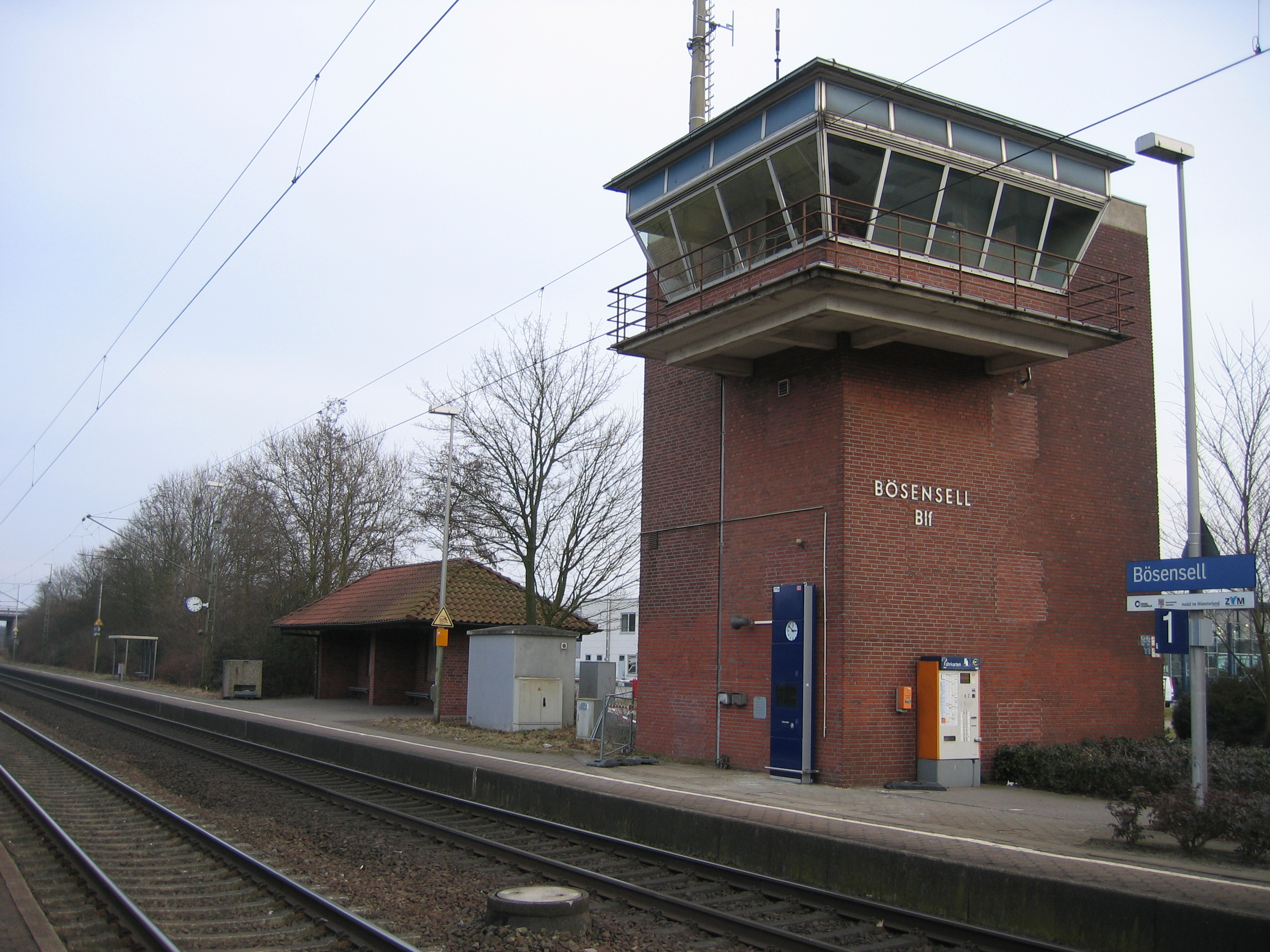
ベーゼンゼル駅

ベーゼンゼル地区には、鉄道ヴァネ＝アイケル - ハンブルク線の駅があり、30分ごとに利用可能である。オトマールスボホルトからミュンスターには、バスR41号線が運行している。
ゼンデンの町域を多くの広域自転車道が通っている。
- ドルトムント＝エムス運河ルートは、全長約 350 km のほとんど登り坂のない自転車道で、ルール地方から北海沿岸を結んでいる[11]。
- 全長約 960 km の100城ルートは、城砦から水城、領主館から大農場、城館庭園から農園、修道院から教会まで、名前の由来にもなっているように 100以上の史跡がある[12]。
- 城砦・城館ツアーがミュンスターラント南部、特にノルトキルヒェン城を通っている。

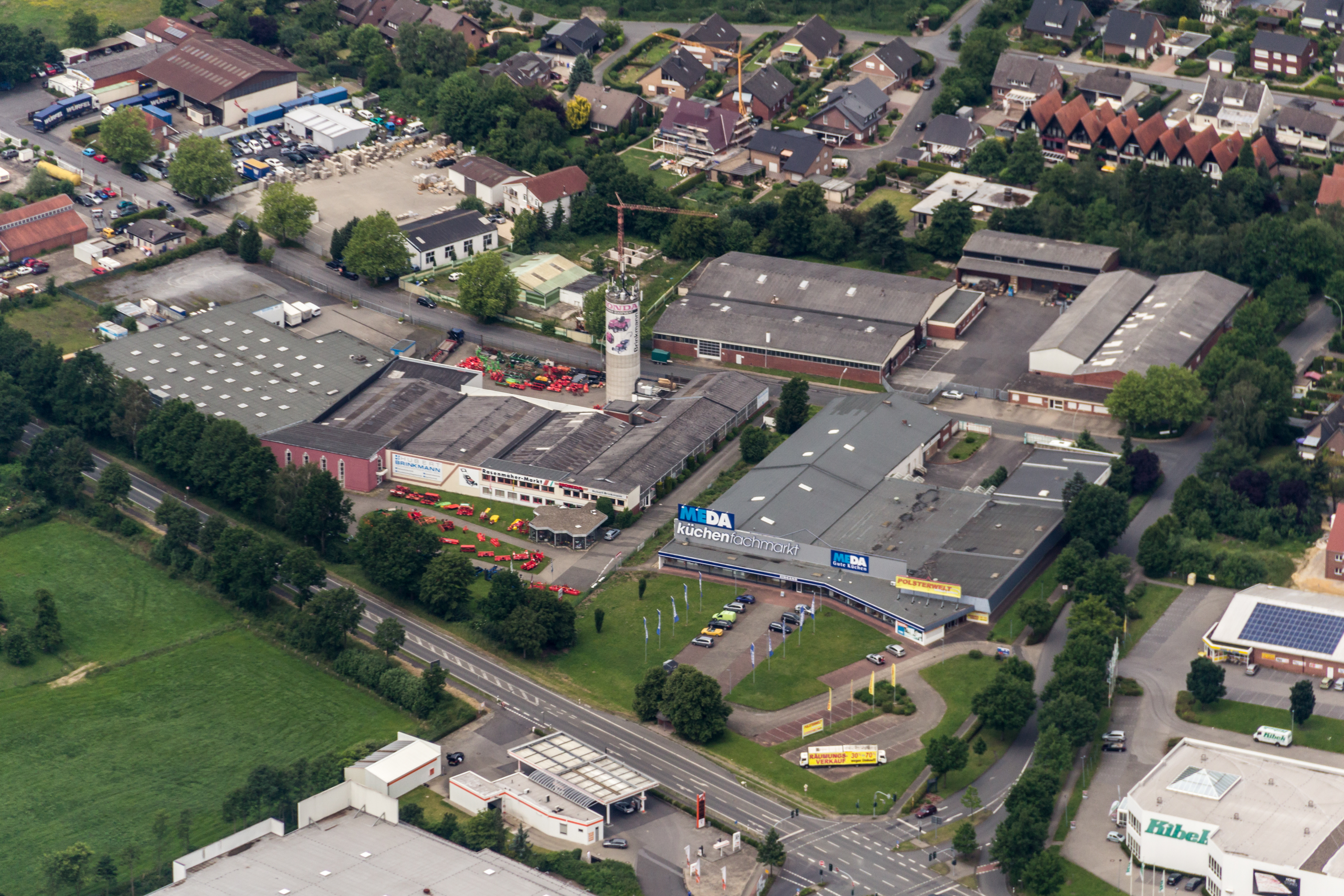
ベーゼンゼル地区の産業地区

### 地元企業
ゼンデン地区には、その南部、ドルトムント＝エムス運河の近くに産業地区がある。ここにある主な企業が以下である。
- DEGAFOL-フォリエン GmbH（ストレッチフィルム製造）
- デーゲナー GmbH 包装システム

ベーゼンゼル地区には以下の企業がある。
- GEUER インターナショナル GmbH（引っ越し、物流、保管サービス）
- ランググート GmbH（ラベルリング機）

ベーゼンゼル地区周辺には近年多くの家具店が進出しており、「Möbelsell」（Möbel = 家具）というニックネームがつけられた。
ベレーザは、2006年4月28日、ドルン産業地区に、新たに建設した西ミュンスターラント商用車センターをオープンした。
オトマールスボホルト地区には以下の企業がある。
- ゲオルク・ゲルト・フェンスシステム GmbH
- 大工、屋根職人、壁職人、塗装業者、家具職人、自動車整備工など多くの手工業分野の企業がある。

### 医療
ゼンデンには病院がない。最寄りの病院は隣町のデュルメンにある。1980年からゼンデンには救急車が配備された救急監視所がある。この監視所は2002年から24時間体制で運営されており、2018年の需要調査報告書以降コースフェルト郡により2台目の救急車が終日配備されている。職員はドイツ赤十字社コースフェルト郡連合から派遣されている。

### 教育

#### 基礎課程学校
ゼンデンには、ベーゼンゼル地区に1校、オトマールスボホルト地区に1校、ゼンデン地区に2校の計4校の基礎課程学校がある。

#### 上級の学校
ゼンデンには以下の上級の学校がある。
- エディト＝シュタイン本課程学校
- ゲシュヴィスター＝ショル実科学校
- ヨーゼフ＝ハイドン＝ギムナジウム

#### その他の教育施設
市民大学、音楽学校、美術学校、およびゼンデン芸術・文化振興会 (KuKIS) がコースを開講している。
町内には、ベーゼンゼル教区図書館、カトリック聖ウルバン公共図書館、ゼンデン教区図書館の3館の図書館がある。

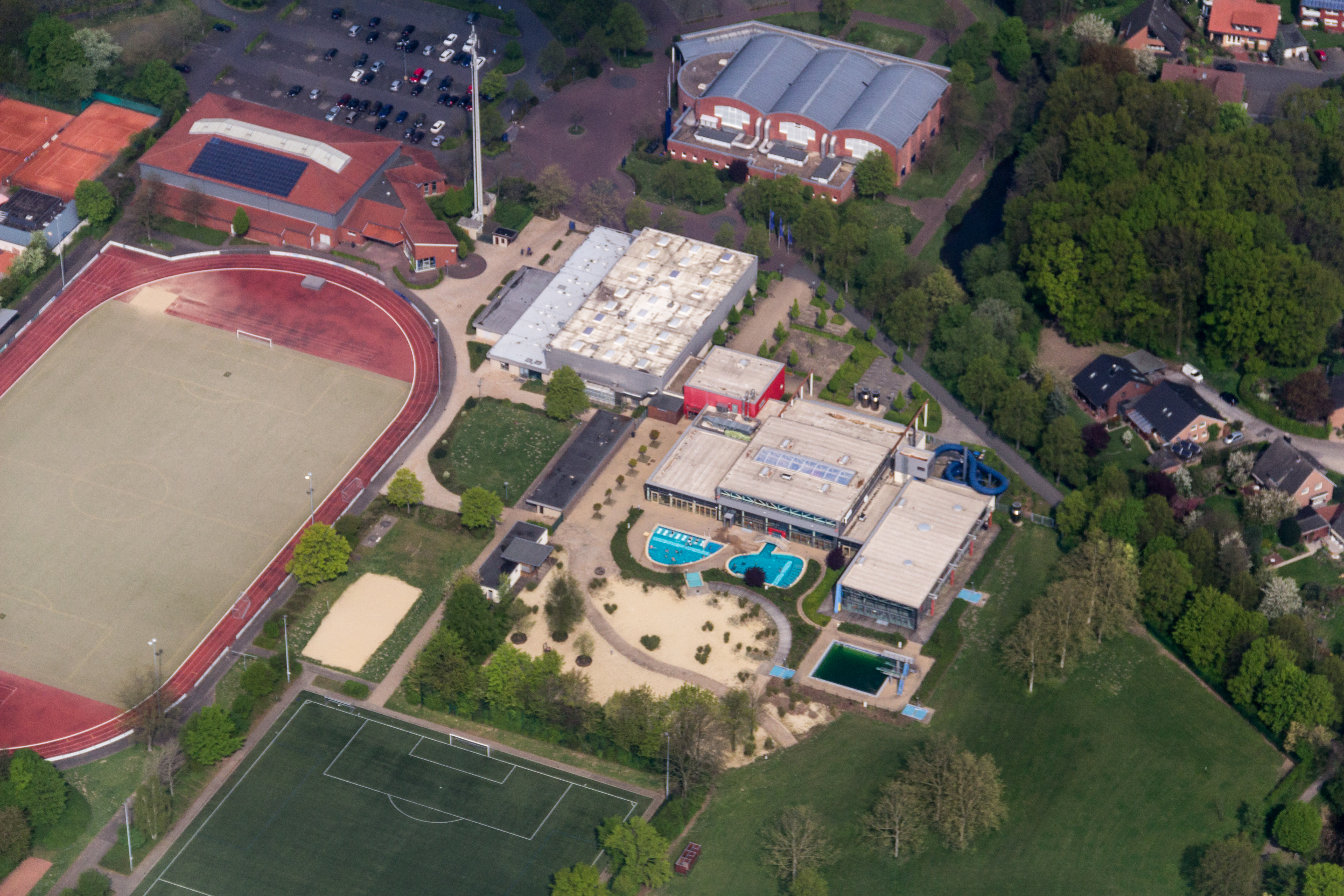
全天候型プール「カプリオ」はスポーツパークの一画にある。

### プール
ゼンデンには以下の水泳プールがある。
- ゼンデンには、全天候型プール「カプリオ」がある[14]。
- ベーゼンゼル地区には2015年まで学習用プールがあった。

## 人物

### 出身者
- シニャ・ティルマン（ドイツ語版、英語版）（1991年 - ）バレーボール、ビーチバレーボール選手。

## 関連図書
- Gemeinde Senden, ed (1992). Senden. Eine Geschichte der Gemeinde Senden mit Bösensell, Ottmarsbocholt, Venne. Senden. ISBN 978-3-9802977-0-7